# Monument Hollandia Kattenburg
Het Monument Hollandia Kattenburg is een samengesteld artistiek kunstwerk in Amsterdam-Noord.
Het origineel stamt uit ongeveer 1946 toen kunstenaar Cephas Stauthamer voor de fabriekshallen van Hollandia-Kattenburg één van drie plaquettes maakte:
- een plaquette met een geknielde vrouwfiguur met de tekst "Aan hen die gingen 11 november 1942"; een verwijzing naar 367 Joodse medewerkers die tijdens een razzia tijdens de Tweede Wereldoorlog werden gedeporteerd; slechts acht kwamen terug. Het werd aangevuld met
- een plaquette met Engelse tekst: "1940-1945, 11 november 1942; To the memory of the 359 victims of the Nazi terror whose names are inscribed in the book of tears this tablet is erected in solemn remembrance bij the staff of Kattenburgs Ltd Manchester".
- een plaquette met Nederlandse tekst: "Gewijd aan de nagedachtenis van onze collega’s, slachtoffers van de naziterreur onthuld op de 4e verjaardag van die ramp door een deputatie uit de medewerkers van Kattenburgs Ltd Manchester en commissarissen, direct en personeel NV Hollandia Fabrieken Kattenburg & Co en aangesloten ondernemingen.

Het fabrieksgebouw werd in 1969 gesloopt om op den duur om plaats te maken voor de woonwijk IJplein; de plaquettes werden bewaard in het Joods Historisch Museum, Een plek voor herdenking ging daarbij verloren. Na inrichting en bebouwing van de wijk werden op initiatief van een comité de plaquettes teruggevraagd, waarbij de plaquette van de knielende vrouw in eerste instantie onvindbaar was. De drie plaquettes werden op 11 november 1985 opnieuw onthuld, dit maal door burgemeester Ed van Thijn, op een zwarte granieten zuil van H. aan de Wiel op de plek waar de ingang van de fabriek gesitueerd was. Op 10 november 1995 vond opnieuw een onthulling plaats; de driehoekige zuil werd daarbij voorzien van twee nieuwe plaquettes; beide vermeldden de namen van de slachtoffers.

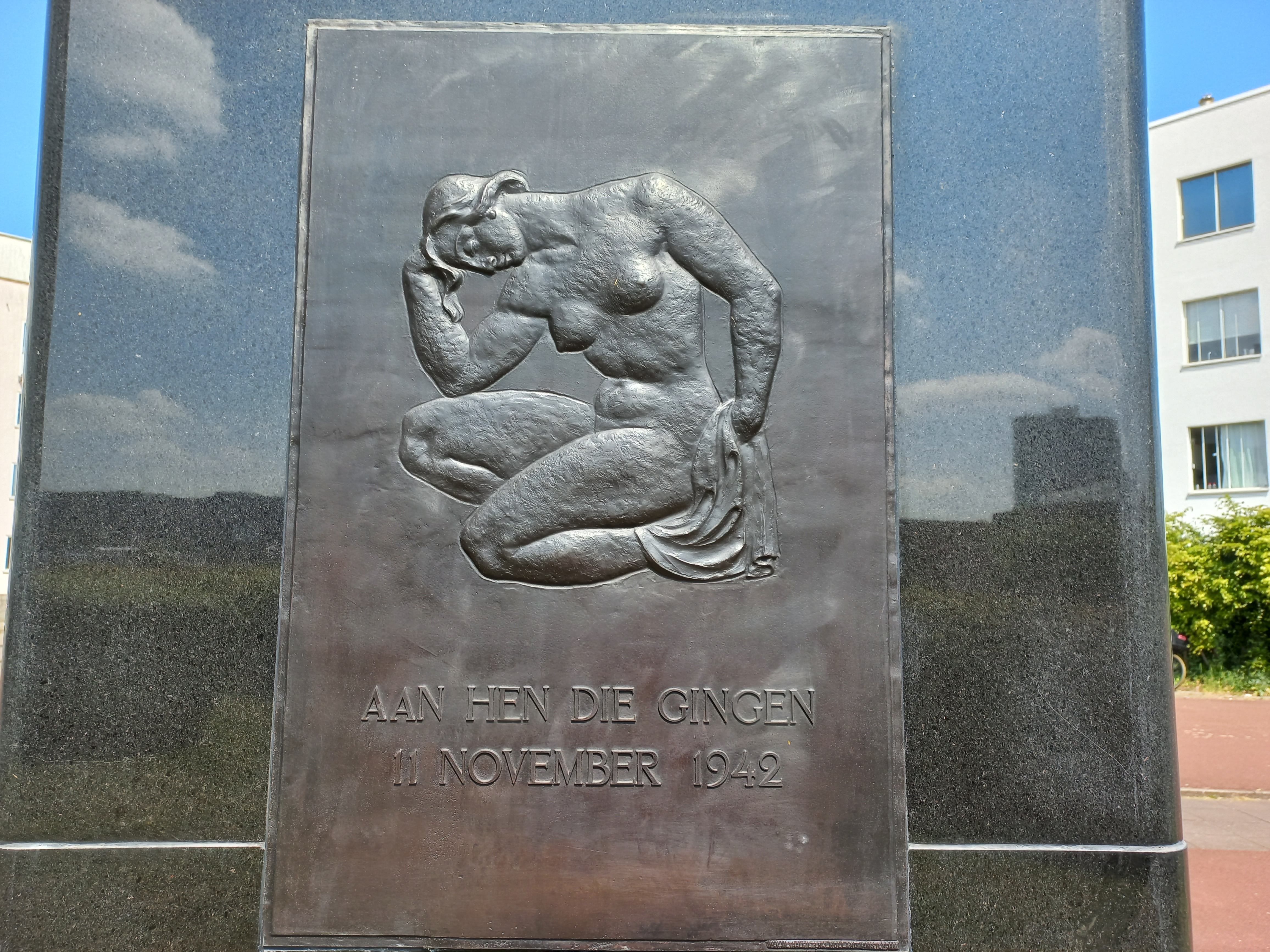
Reliëf van Stauthamer (mei 2022)

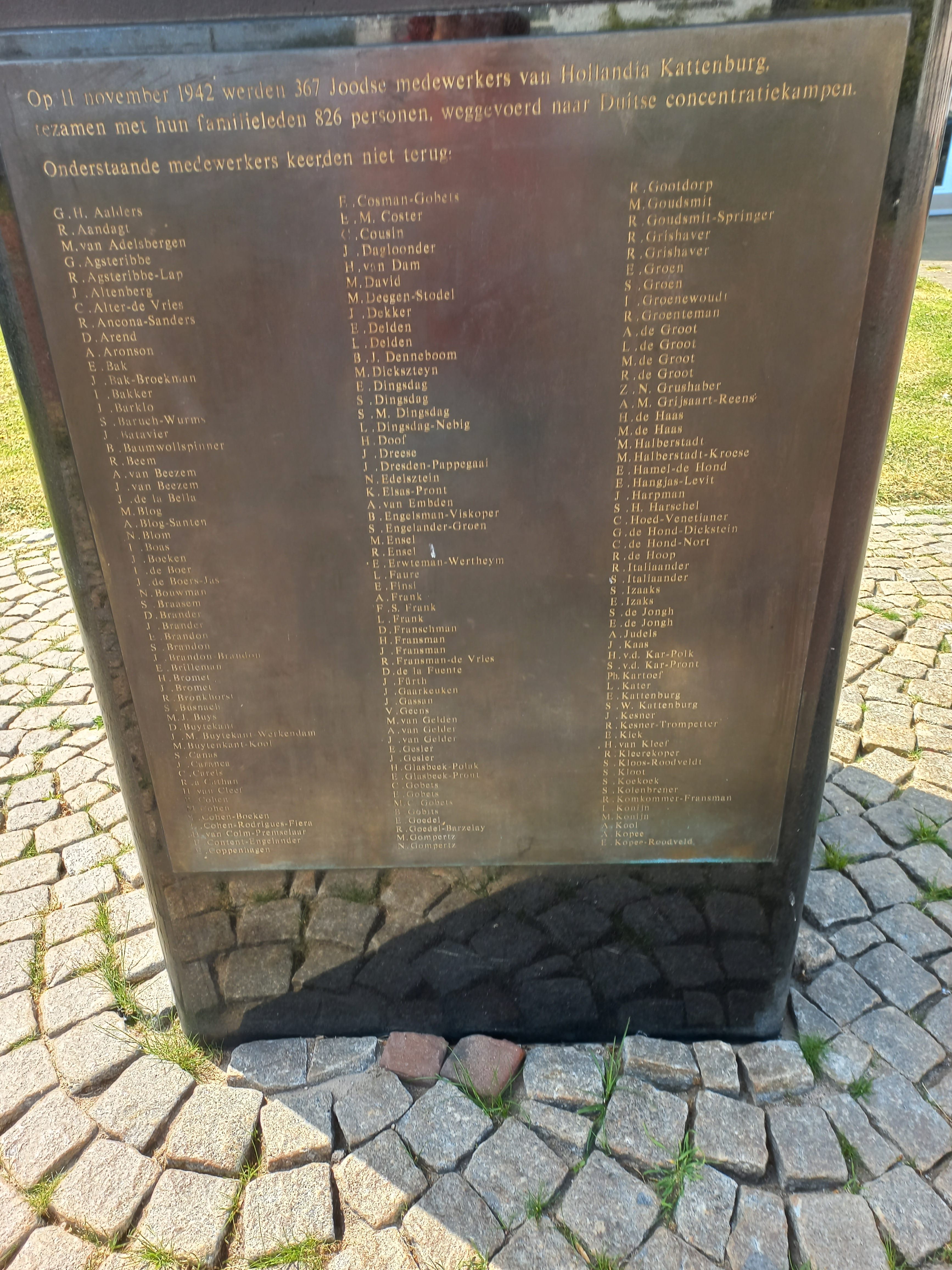
Plaquette met namen (mei 2022)